# Základní deska

Zjednodušené blokové schéma základní desky

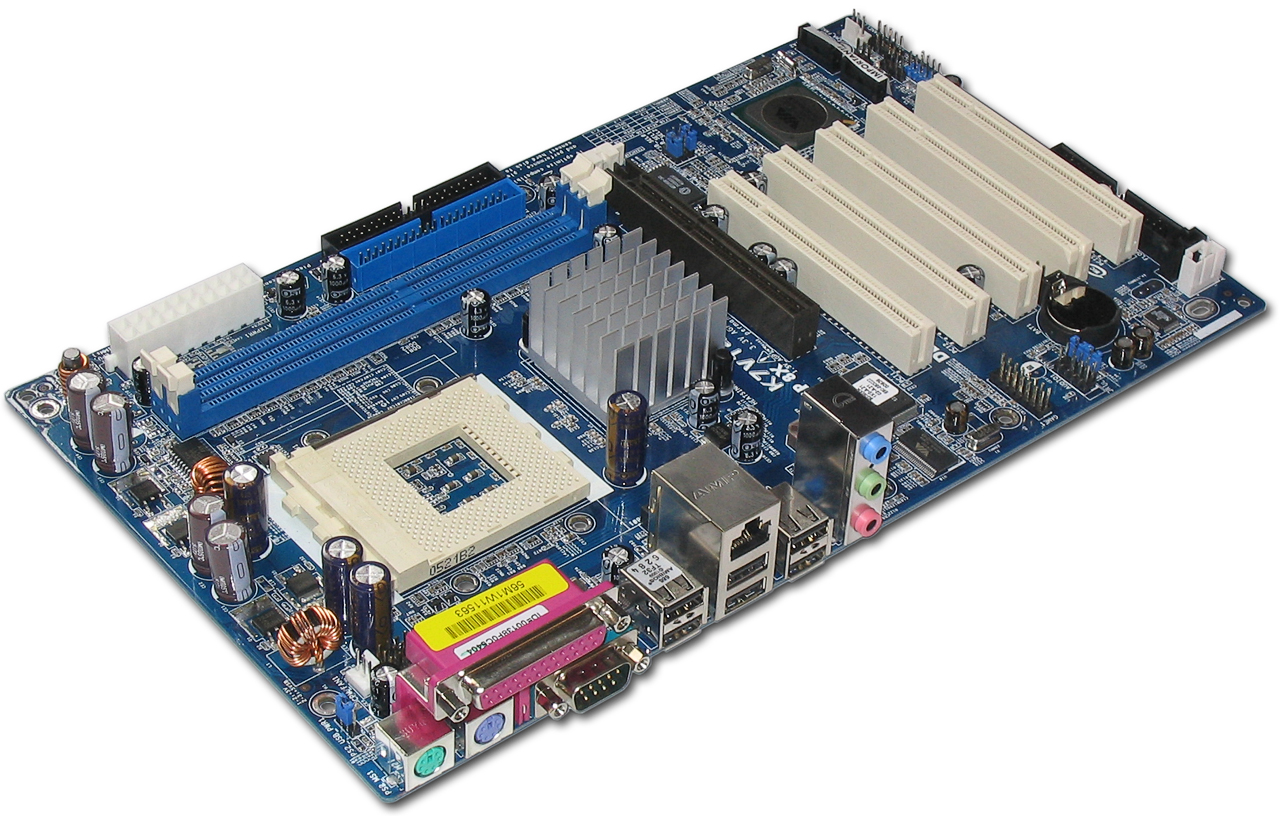
Běžná základní deska (2005)

Základní deska (anglicky mainboard či motherboard) představuje základní hardware většiny počítačů. Hlavním účelem základní desky je propojit jednotlivé součástky počítače do fungujícího celku a rozdělit jim elektrické napájení, které základní desce poskytne zdroj. Postupem času se funkce základní desky rozšiřovala v tom, že sama začínala obsahovat některé komponenty, které se dříve musely připojovat externě.
Typická základní deska umožňuje zapojení procesoru a operační paměti. Další komponenty (např. grafické karty, zvukové karty, pevné disky, mechaniky) se připojují pomocí rozšiřujících slotů nebo kabelů, které se zastrkávají do příslušných konektorů. Na základní desce je dále umístěna energeticky nezávislá paměť Flash, ve které je uložen systém BIOS, který slouží k oživení počítače hned po spuštění.
Nejdůležitější integrované obvody jsou zabudovány v čipové sadě (anglicky chip set). Fyzicky jde buď o jeden čip, nebo o dva (v tom případě se označují jako northbridge a southbridge). Čipová sada rozhoduje, jaký procesor a operační paměť je možné k základní desce připojit.

## Rozšiřující sloty

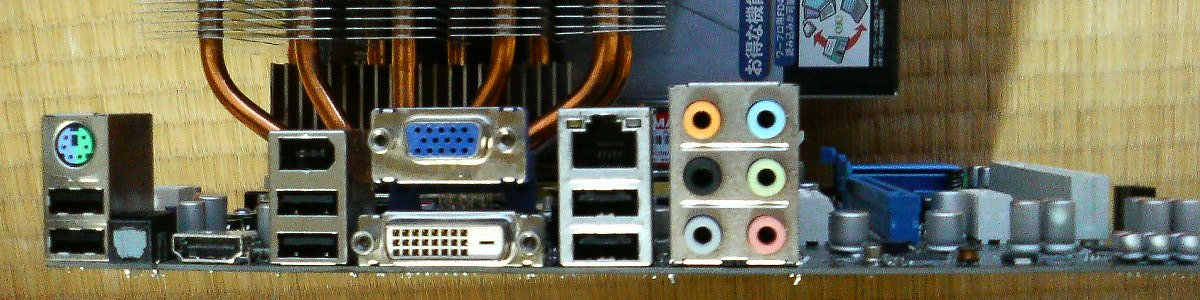
Příklad konektorů zadního panelu (Back Panel). Zleva: Sdružený konektor PS/2 (fialová/zelená), 2xUSB; TOSLINK; HDMI; IEEE 1394, 2xUSB; VGA, DVI; RJ-45, 2xUSB; Analogové audio konektory

Rozšiřující sloty umožňují připojit k počítači další zařízení. Postupem času se vyvinul velký počet druhů. Odlišují se zejména přenosovými rychlostmi a schopnostmi napájet připojená zařízení.
- ISA – Dnes již nepoužívané. Dřív se používala pro připojení třeba grafických karet (v té době 2D akcelerátorů), zvukových karet a dalších.
- EISA – Dnes již nepoužívané. Rozšíření ISA slotu.
- VESA – Dnes již nepoužívané. Určeno pro grafické karty.
- PCI – Dříve běžně používaný slot pro všechny rozšiřující karty, později už nestačil požadavkům grafických karet. V současnosti je nahrazen PCI Express slotem.
- AGP – Slot navržen speciálně pro grafické karty. Je výrazně rychlejší než PCI, v roce 2009 již začal zaostávat (Socket A, Socket 478…). Stejně jako PCI sloty byl nahrazen sloty PCI Express.
- PCI-Express – Nástupce PCI a AGP. Funguje jako univerzální sběrnice pro připojení jakéhokoliv standardního typu přídavných karet (grafické, zvukové, síťové, střihové a další karty). Dosahuje mnohem vyšších přenosových rychlostí než předchůdci. Zařízení určená pro PCI Express nejsou zpětně kompatibilní s žádným předchozím slotem (AGP, PCI, …). Existuje několik variant od sebe se lišící délkou a rychlostí přenosu.

## Design
Základní deska nabízí elektrické přípojky, kterými komunikuje s ostatními komponenty systému.
Typický stolní počítač obsahuje mikroprocesor, hlavní paměť a další důležité komponenty připojené k základní desce. Další komponenty, jako jsou úložiště, moduly pro zobrazení videa a zvuku, a periferní zařízení mohou být připojeny k základní desce jako zásuvné karty nebo pomocí kabelů. U moderních počítačů je stále běžnější začlenit některé z těchto periferií do desky samotné. Důležitou součástí základní desky je čipová sada podporující mikroprocesory, které poskytují podporu rozhraní mezi CPU s různými sběrnicemi a externími komponenty. Tato čipová sada určuje do jisté míry vlastnosti a schopnosti základní desky.
Do moderních základních desek patří:
- Patice (u některých starších desek sloty), do které se vkládá CPU
- Non-volatile paměťové čipy (bývají obvykle vkládány do moderních základních desek ve Flash ROM) – obsahující firmware nebo BIOS systému.
- Paměťové sloty, do kterých má být nainstalována hlavní paměť systému, obvykle ve formě modulů DIMM obsahujících čipy DRAM, mohou být DDR3, DDR4, DDR5 nebo integrovaný LPDDRx.
- Čipová sada, která tvoří rozhraní mezi CPU, hlavní pamětí a periferními sběrnicemi
- Energeticky nezávislé paměťové čipy (obvykle Flash ROM v moderních základních deskách) obsahující firmware systému nebo BIOS
- Generátor hodin, který produkuje systémový hodinový signál pro synchronizaci různých komponentů
- Sloty pro rozšiřující karty (rozhraní k systému přes sběrnice podporované čipovou sadou)
- Napájecí konektory, které přijímají elektrickou energii z napájecího zdroje počítače a distribuují ji do CPU, čipové sady, hlavní paměti a rozšiřujících karet. Od roku 2007 vyžadují některé grafické karty (např. GeForce 8 a Radeon R600) více energie, než může poskytnout základní deska, a proto byly zavedeny vyhrazené konektory pro jejich přímé připojení k napájecímu zdroji.
- Konektory pro pevné disky, optické diskové jednotky nebo jednotky SSD, nyní obvykle SATA a NVMe

## Moderní základní desky
Standardní základní deska určená pro osobní počítače obsahuje:
- Patici pro CPU
- 2 nebo 4 sloty pro RAM
- Chip set (který je již sjednocen do jednoho integrovaného obvodu)
- TPM čip
- Napájecí port 20+4pin
- Napájecí port pro CPU 4pin/8pin
- PCI-Express 16x
- PCI-Express 1x
- UEFI rozhraní
- SATA konektory
- USB 2.0 a 3.2 konektory pro přední panel
- M.2 sloty
- Vram chladič

## Teplota a spolehlivost
Základní desky jsou obvykle chlazené vzduchem pomocí chladičů, často namontovaných na větší čipy, jako je Northbridge, v moderních základních deskách. Nedostatečným nebo nesprávným chlazením (K nesprávnému chlazení může často dojít pokud je na základní desce naneseno velké množství prachu, které se tam dostane pomocí ventilace) může dojít k poškození vnitřních součástí počítače, nebo způsobit jeho pád. Pasivní chlazení nebo ventilátor, který je namontován na napájení je dostačující pro mnohé stolní počítače do roku 1990. Novější desky mají integrovaná teplotní čidla pro detekci teploty základní desky a CPU a také kontrolovatelné konektory ventilátoru, které BIOS nebo operační systém může používat pro regulaci otáček ventilátoru. Některé počítače (které mají velmi výkonné mikroprocesory, velké množství paměti RAM a vysoce výkonné grafické karty) používají systém chlazení vodou, na rozdíl od běžných uživatelů. Základní desky používají elektrolytické kondenzátory pro filtraci stejnosměrného proudu. Nedostatečné chlazení a zvýšení teploty zhoršuje funkčnost základní desky.

## CPU
CPU (centrální procesorová jednotka) zásuvka nebo slot je elektrická součástka, která se váže k desce plošnými spoji. Jedná se o speciální typ integrovaného obvodu zásuvky určené pro velmi vysoký počet kontaktů. Socket CPU poskytuje mnoho funkcí, včetně fyzické struktury na podporu procesoru, podpory pro chladič. Nejdůležitější je, že tvoří elektrické rozhraní jak s CPU tak i s plošnými spoji na desce. Zásuvky CPU lze nejčastěji nalézt ve většině stolních a serverových počítačů. Typ zásuvky musí podporovat chipset a CPU.

## Konektory pro připojení dalších zařízení
Běžně používané konektory je možné dělit na:
- interní – nachází se na ploše základní desky a připojovaná zařízení obvykle uvnitř počítačové skříně
  - IDE
  - SATA
  - FLOPPY
  - M.2
  - napájecí konektory
  - konektory pro připojení ventilátorů
  - konektory zvukové karty
  - rozšiřující konektory USB a FireWire
  - konektory k připojení kabelů od předního krytu
    - indikační LED diody (zapnuto, HDD)
    - USB konektor
    - eSATA konektor
    - Firewire (IEEE 1394)
- externí – se nachází na zadním panelu základní desky
  - USB
  - PS/2
  - FireWire
  - eSATA
  - COM
  - LPT
  - D-SUB = VGA
  - DVI
  - HDMI
  - DP
  - konektory zvukové karty
  - LAN

## Zařízení, která se běžně integrují do základních desek
- Zvuková karta
- Grafická karta – zejména u kancelářských počítačů a notebooků
- Síťová karta
- Super I/O čip
- řadiče pevných disků

## Form factor – velikost základní desky a její uspořádání
Existuje několik typů, např.:
- ATX – 305 × 244 mm - standard vytvořen firmou Intel v roce 1995. Dnes patří k nejpoužívanějším.
- microATX – zmenšená verze ATX. O 25 % kratší (244 × 244 mm). Obsahuje méně rozšiřujících slotů. Dnes patří k nejpoužívanějším zejména v kancelářských počítačích.
- E-ATX - prodloužená verze ATX (305 × 330 mm). Dnes zřídka používána v desktopovém High-endu.
- PC/XT – vytvořen firmou IBM. První deska pro domácí počítače. Vzhledem k tomu, že měla otevřenou specifikaci, tak bylo vyráběno mnoho jejích klonů a stala se de facto standardem.
- AT form factor (Advanced Technology) – vytvořen firmou IBM. Následovník PC/XT a předchůdce ATX. Velmi populární za éry procesorů Intel 80386.
- Baby AT – zmenšená varianta AT.
- ETX – používán v embedded počítačích.
- FlexATX
- LPX
- NLX – nízko profilová základní deska. Vytvořena v roce 1997.
- BTX (Balanced Technology Extended) – vytvořen firmou Intel. Měl nahradit ATX. Lepší chlazení a napájení. Příliš se neujal.
- Mini-ITX – velmi malé. Malá rozšiřitelnost. Používá se převážně pro multimediální centra. Od firmy Via